# Arco fajón

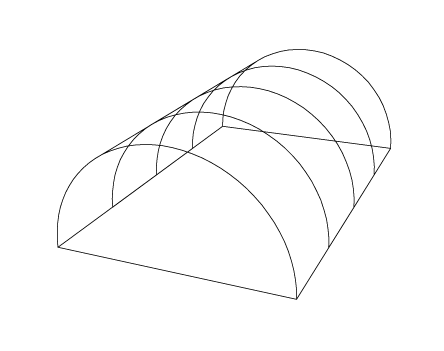
Esquema de los arcos fajones que refuerzan una bóveda de cañón.

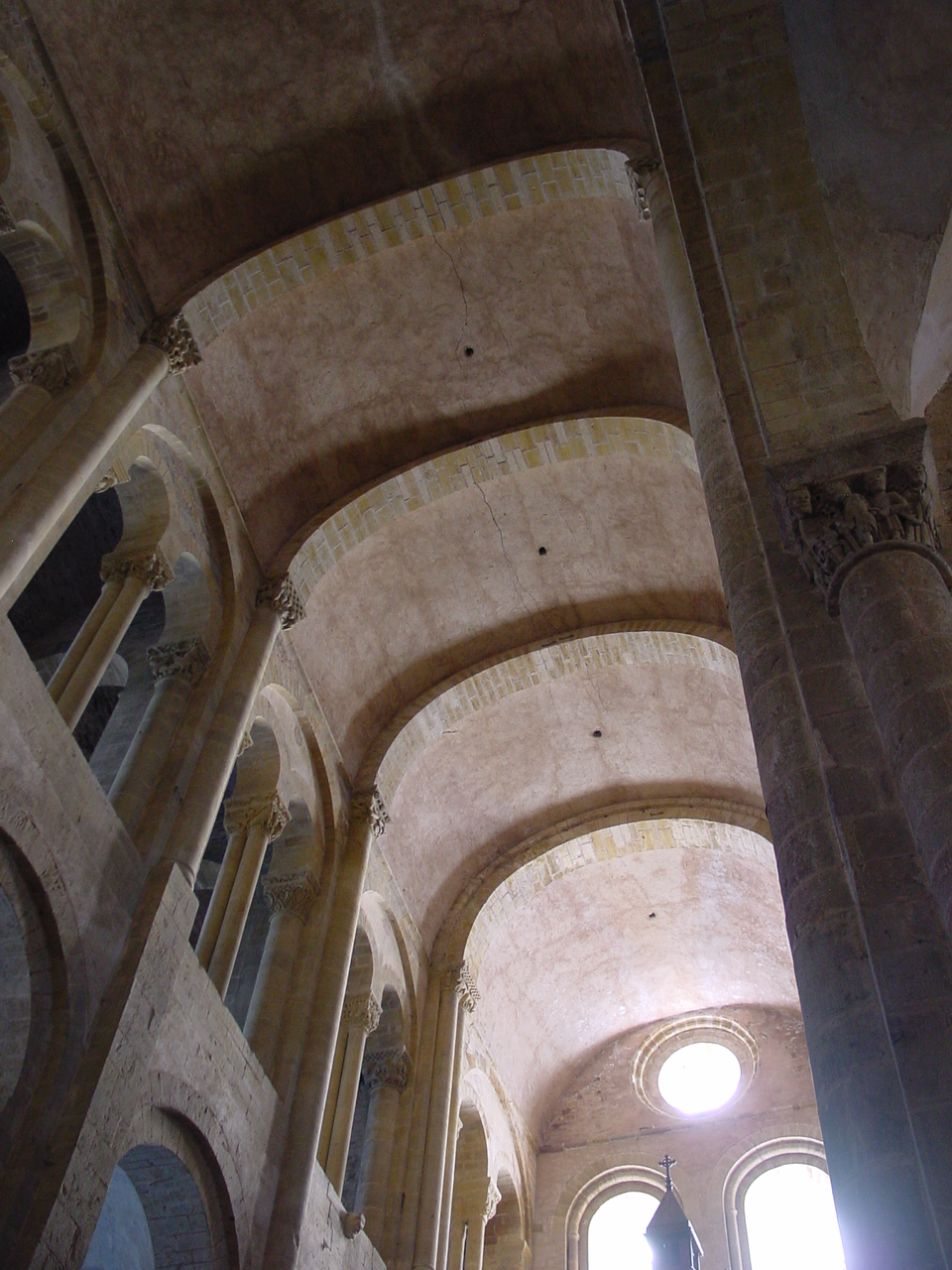
Arcos fajones en la bóveda de cañón de la iglesia abacial de Sainte-Foy.

El arco fajón es un elemento estructural que forma parte de la bóveda de cañón y sirve para reforzarla. Es parecido a un costillar que faja dicha bóveda fortaleciéndola. Este tipo de arcos va empotrado en la estructura y su orientación es transversal al eje de la misma; de este modo queda dividida en tramos.

## Características
El arco fajón es visible desde el interior de la bóveda, apoyándose en los pilares laterales que sostienen la cubierta, a modo de prolongación estructural; sus tensiones se transmiten al exterior mediante contrafuertes, en la arquitectura románica, o con arbotantes, en la arquitectura gótica.
Dicho en palabras sencillas, los arcos fajones son los arcos que dividen transversalmente en tramos la bóveda de cañón que cubre una nave y que descargan el peso de la misma en las pilastras, a las que a veces se adosan pequeñas columnas. 
Los hay remarcando las bóvedas de cañón y bóvedas de arista; en la arquitectura gótica se denomina arco perpiaño, formando parte de la bóveda de arista o bóveda de crucería.